# USS Density (AM-218)
USS Density (AM-218) – trałowiec typu Admirable służący w United States Navy w czasie II wojny światowej. Służył na Pacyfiku.
Okręt został zwodowany 6 lutego 1944 w stoczni Tampa Shipbuilding Co., Inc. w Tampa, matką chrzestną była M. Farmwald. Jednostka weszła do służby 15 czerwca 1944, pierwszym dowódcą został Lieutenant Commander R. R. Forrester, Jr., USNR. Okręt został przeklasyfikowany na MSF-218 7 lutego 1955.
Brał udział w działaniach II wojny światowej. Oczyszczał z min wody Dalekiego Wschodu po wojnie. W lutym 1955 sprzedany, miał długą służbę w cywilu. Od 1964 jako MV „Galaxy” był platformą dla brytyjskiej pirackiej stacji radiowej Wonderful Radio London nadającej spoza wód terytorialnych kraju.

## Odznaczenia
„Density” otrzymał 3 battle star za służbę w czasie II wojny światowej.